# 斯洛比德卡 (塔魯季涅區)
46°23′50″N 29°5′21″E / 46.39722°N 29.08917°E
斯洛比德卡（烏克蘭語：Слобідка）是位於烏克蘭西南部的村莊，由敖德萨州博爾赫拉德區的塔魯蒂內市鎮負責管轄。該村始建於1909年，面積0.54平方公里，海拔高度78米，2001年人口289，人口密度每平方公里535.19人。